# Vickey Rangaraj
Vickey Rangaraj, född 6 juli 1975, eller inom filmvärlden Jeevan, är en indisk skådespelare inom Kollywood, den tamilska filmindustrin.
Rangarajs första skådespelarroll var i filmen University. Han medverkade senare i Kaaka Kaaka. Tre år senare gjorde han sin nästa roll i filmen Thiruttu Payale.

## Filmografi
- 2002 – University
- 2003 – Kaaka Kaaka
- 2006 – Thiruttu Payale
- 2007 – Thotta
- 2007 – Naan Avanillai
- 2007 – Machakaaran